# 1901 en bande dessinée
| Années de la bande dessinée : 1898 - 1899 - 1900 - 1901 - 1902 - 1903 - 1904    |
| Décennies de la bande dessinée : 1870 - 1880 - 1890 - 1900 - 1910 - 1920 - 1930 |

Cet article présente les faits marquants de l'année 1901 en bande dessinée.

## Évènements
- à compléter

## Nouveaux albums
Voir aussi : Bandes dessinées des années 1900
| Sortie | Titre       | Scénariste | Dessinateur | Coloriste | Éditeur |
| ------ | ----------- | ---------- | ----------- | --------- | ------- |
| ?      | à compléter |            |             |           |         |
| ?      | …           |            |             |           |         |

## Naissances
- 9 janvier : Chic Young, créateur du comic strip Blondie.
- 12 janvier : Yanase Masamu, artiste, mangaka et caricaturiste japonais.
- 21 janvier : André Daix, créateur du Professeur Nimbus
- 27 mars : Carl Barks, dessinateur américain employé des studios Disney, créateur de nombreux personnages de l'univers de Donaldville : Picsou, les Rapetou, Gontran Bonheur, etc.
- 15 avril : Leo Haas, illustrateur et dessinateur de presse allemand.
- 5 juillet : Jefferson Machamer, auteur de comics
- 14 novembre : Clarence Gray, auteur de comic strips
- 22 novembre : Roy Crane,  auteur de comic strips
- 5 décembre : Walt Disney, fondateur de la société Walt Disney Company.
- Naissance de Dot Cochran (autrice de comic strips).